# Etopósido

Esquema estructural del etopósido.

El etopósido, también conocido como VP-16, es una podofilina semisintética derivada de la planta de podofilo Podophyllum notatum. Se usa como medicamento para tratar algunos tipos de cáncer por su capacidad de inhibir la multiplicación de las células tumorales.
También puede actuar sobre algunas células sanas de división rápida como las células de la sangre, del aparato digestivo o del pelo, por lo que produce los efectos adversos.

## Principales usos
- Cáncer de células pequeñas de pulmón.
- Leucemia mielocítica aguda.
- Linfomas no Hodgkin.
- Micosis fungoide.

## Presentación y dosis habituales
Existen comercializadas formas orales e inyectables de etopósido (viales, cápsulas y ampollas). La dosis adecuada de etopósido puede variar para cada paciente. A continuación se indican las dosis más frecuentemente recomendadas:
Dosis usual oral en adultos:
- 100-150 mg por m² de superficie corporal al día durante 3-5 días.
- Se deben intercalar periodos de descanso de 4 días cuando el tratamiento sea de 3 días, y de 2-3 semanas cuando el tratamiento sea de 5 días.

Dosis intravenosa común en adultos:
- 60 mg por m² de superficie corporal al día durante 5 días consecutivos.
- Se deben intercalar periodos de descanso entre ciclos de 14 días.

El número total de ciclos administrados es de 3 o 4.
Las cápsulas de etopósido deben ser administradas con el estómago vacío.

## Efectos secundarios
Los efectos adversos del etopósido son, en general, frecuentes y moderadamente importantes. Las reacciones adversas más características son las siguientes:
- Caída del pelo;
- Fiebre;
- Reacciones en la piel;
- Sequedad de piel;
- Náuseas;
- Vómitos;
- Pérdida de apetito;
- Disminución de las células sanguíneas (glóbulos rojos, glóbulos blancos y plaquetas);
- Daño en el hígado.